# Iuliana Bucur
Iuliana Bucur (n. 4 iunie 1938, Timișoara - d. 28 iunie 2020, București ) a fost un demnitar comunist român de origine maghiară, membră a Marii Adunări Naționale în perioada 1975 - 1989. Iuliana Bucur a fost membru de partid din 1957. 